# پیوتر آدامچیک
پیوتر آدامچیک (لهستانی: Piotr Adamczyk؛ ‏ Polish: [ˈpjɔtr aˈdamt͡ʂɨk]؛ زادهٔ ۲۱ مارس ۱۹۷۲) بازیگر اهل لهستان است.
از فیلم‌ها یا برنامه‌های تلویزیونی که وی در آن نقش داشته‌است، می‌توان به دست‌به‌کار شو، برادر، خانواده کوالسکی در برابر خانواده کوالسکی، نیمه سوم، دروازه اروپا، هانس کلوس، قماری بالاتر از زندگی، تستوسترون، ۱۹۳۹ نبرد وسترپلاته، ترفند، در خوشی و سختی، نشانه‌گذاری‌شده، دستورالعمل زندگی، اسکادران ۳۰۳، روایتی واقعی، برادر الهی ما، به تاخت، کارول: مردی که پاپ شد، نامه به بابا نوئل، نامه به بابا نوئل ۲، نامه به بابا نوئل ۳، روز محاصره: ۱۱ سپتامبر ۱۶۸۳ و شوپن: میل به عاشقی اشاره کرد.